# 강압복
강압복(強壓服)은 자기 자신이나, 타인에게 위해를 가할 수 있는 상황에서 위험한 행동을 방지하기 위하여 이용하는 특수한 옷이다. 또한 다양한 용도를 지니고 있어 초기 빅토리아 시대에는 사람을 고문하는 도구로 쓰이기도 하였으며, 마술 등에서는 강압복을 벗고 탈출하는 묘기가 자주 등장한다.